# Krka (rzeka w Słowenii)
Krka – rzeka w Słowenii, dopływ Sawy. Jej długość wynosi 94 km.
Swe źródła ma we wsi Krka, koło Grosuplja. Powierzchnia jej dorzecza wynosi 2315 km². Przepływa przez Dolną Krainę, m.in. przez Novo mesto, Kostanjevicę na Krki i Otočec. Do Sawy wpada nieopodal Brežic.